# アルマラス原子力発電所
アルマラス原子力発電所(スペイン語: Central nuclear de Almaraz)はスペインのエストレマドゥーラ州カセレス県アルマラスにある原子力発電所。幾つかの自治体にまたがっている。
2基の加圧水型原子炉を擁し、1040MWeの出力を持つ。冷却水はタホ川から引き入れている。出力はスペイン全体の発電量の7.6%程であり原子力発電全体のおおよそ25%がこの発電所で生成されている。スペインで最初に立てられた第二世代原子炉の原子力発電所である。

## 原子炉
| 原子炉            | 形式       | 純発電量 | 総発電量 | 建設開始     | 送電網同期    | 商業運転     | 停止 |
| ----------------- | ---------- | -------- | -------- | ------------ | ------------- | ------------ | ---- |
| 1号機 (Almaraz-1) | 加圧水型炉 | 1011 MW  | 1045 MW  | 1973年7月2日 | 1981年5月1日  | 1983年9月1日 |      |
| 2号機 (Almaraz-2) | 加圧水型炉 | 1006 MW  | 1044 MW  | 1973年7月2日 | 1983年10月8日 | 1984年7月1日 |      |

## 画像

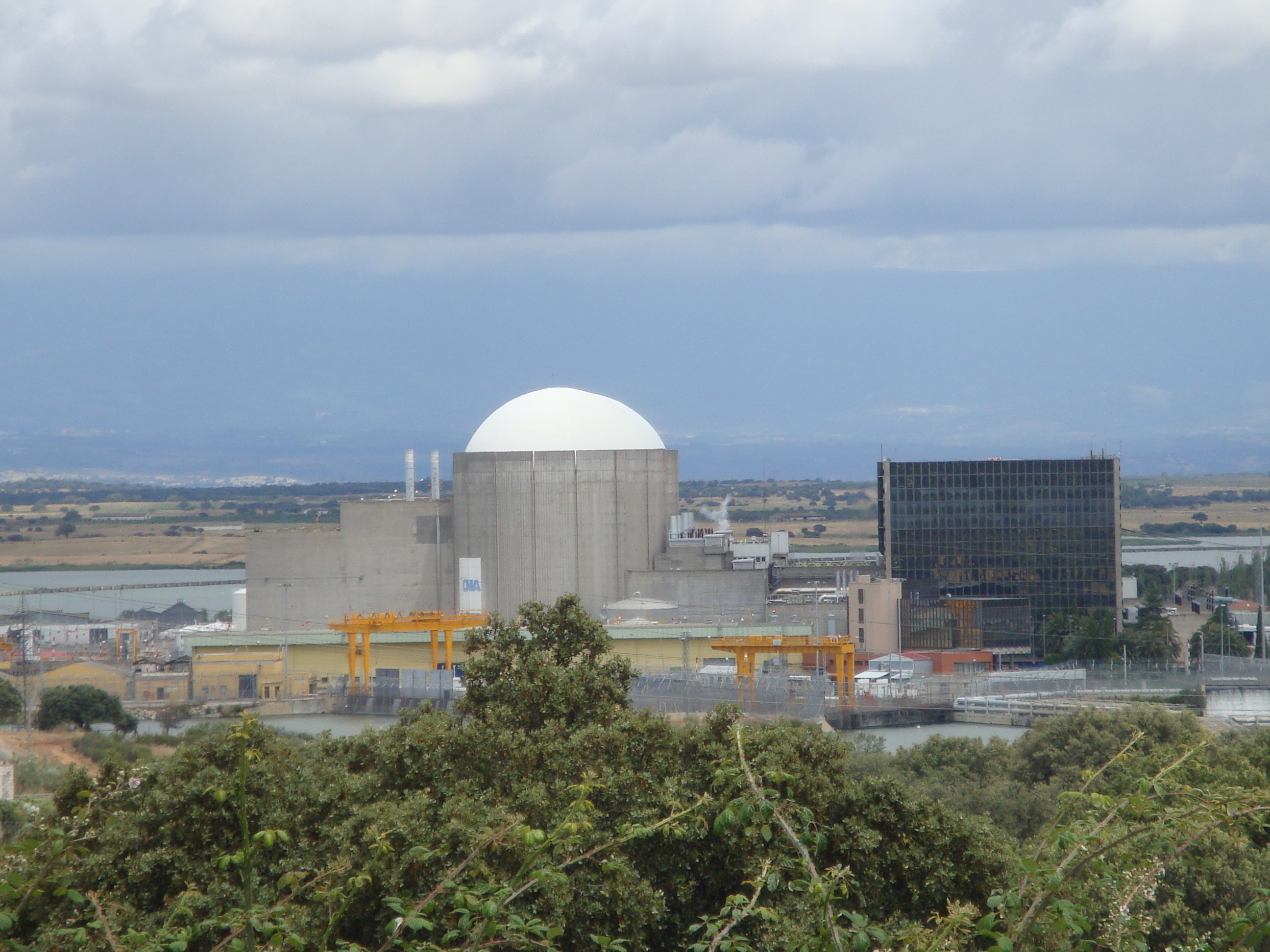
外観
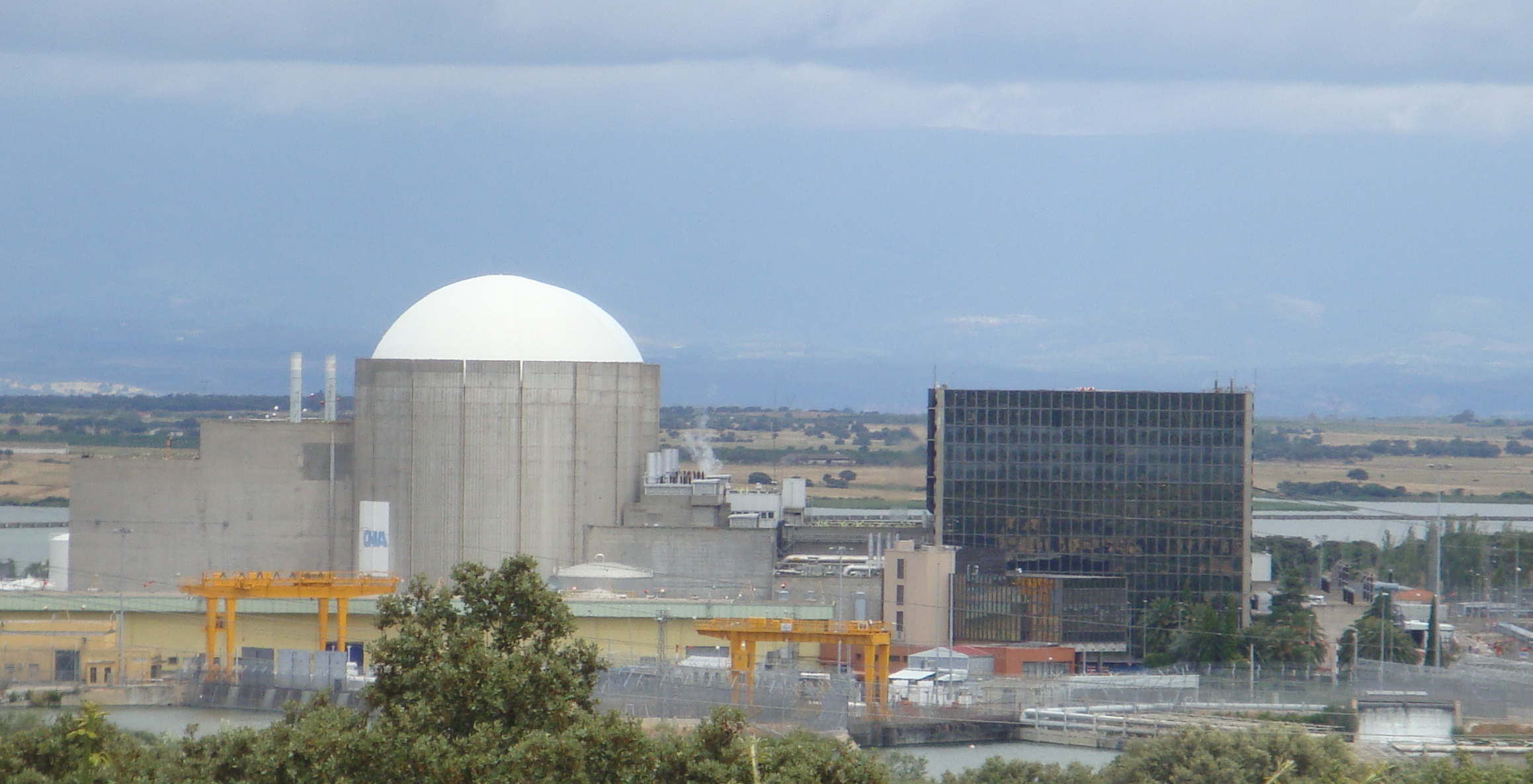
外観2
近隣自治体サウセディージャの紋章、下に原発があしらわれている。

## 註
1. ↑  Power Reactor Information System der IAEA: „Spain, Kingdom of Power Reactors“ (englisch)